# Hedysarum austrosibiricum
Hedysarum austrosibiricum är en ärtväxtart som beskrevs av Boris Fedtjenko. Hedysarum austrosibiricum ingår i släktet buskväpplingar, och familjen ärtväxter. Inga underarter finns listade i Catalogue of Life.